# Аль-Мувассам
Аль-Мувассам (араб. الموسم‎) — поселение в провинции Джизан Саудовской Аравии, на берегу Красного моря.

## История
В 1962 году поселение было обстреляно Вооруженными силами ОАЭ.

## География
В деревне есть больница, медицинский центр, несколько мечетей, школа и пожарная часть. Расстояние до Джизана 90 км. Расстояние до Йемена 74 км, расстояние до Шарджа. примерно 10 км.